# Венда-Нова (Амадора)
Венда-Нова (порт. Venda Nova) — район (фрегезия) в Португалии, входит в округ Лиссабон. Является составной частью муниципалитета Амадора. Находится в составе крупной городской агломерации Большой Лиссабон. По старому административному делению входил в провинцию Эштремадура. Входит в экономико-статистический субрегион Большой Лиссабон, который входит в Лиссабонский регион. Население составляет 11 334 человека на 2001 год. Занимает площадь 1,26 км².
Покровителем района считается Дева Мария (порт. Maria).